# Чекмак, Вилор Петрович
Вило́р Петро́вич Чекма́к (20 декабря 1925 года, Симферополь, РСФСР, СССР — 10 ноября 1941, село Алсу под Севастополем, РСФСР) — юный боец партизанского отряда на оккупированной территории в годы Великой Отечественной войны, пионер-герой. Урумского происхождения. После Великой Отечественной войны день рождения Вилора Чекмака стал Днём юных защитников Севастополя.

## Семья
Отец — Пётр Андреевич Чекмак — политработник, много ездил по стране, был участником Гражданской, Советско-Финской и Великой Отечественной войн. Погиб в боях под Москвой осенью 1941. От второго брака имел сына Валерия. Мать — Любовь Георгиевна Чубарь — была депутатом горсовета, занималась ликвидацией безграмотности. Пережив войну, скончалась в доме престарелых. До последних дней поддерживала дружбу с писателем Михаилом Лезинским, автором книги о её сыне.
Младший брат по отцу Вилора, Валерий Петрович Чекмак, 1939 года рождения, проживает в Киеве. Имеет сына Виталия Чекмака и дочь Марину Чекмак, внучку и двух внуков.

## Биография
Вилор Чекмак родился 20 декабря 1925 года в Симферополе. Впоследствии его семья переехала в Севастополь. Учился в Севастополе в школе № 1. В 1941 году окончил 7 классов. Вилор имел художественные и музыкальные способности. Мечтал стать художником. Вместе со своим другом Володей Снежинским активно участвовал в разных творческих конкурсах. Хорошо учился. Вилор очень любил книгу А. Дюма «Три мушкетера». Вместе с друзьями часто играл в мушкетеров, придумывая разные испытания для воспитания характера. В «команде мушкетеров» он был Д’Артаньяном.
Вилор был отзывчивым и благородным человеком. Старался помочь тем, кто нуждался или был в беде. Любил животных. Когда началась война, старший товарищ Вилора, уходивший на фронт, оставил ему овчарку по кличке Ральф. Несмотря на врождённое заболевание сердца и вопреки просьбам матери, осенью 1941 с этой овчаркой Вилор, воспитанный в традициях советского патриотизма, ушёл к партизанам. В Севастопольском партизанском отряде 5-го партизанского района он стал разведчиком.
Погиб Вилор Чекмак в районе деревни Алсу под Севастополем. 10 ноября (по другим данным в ночь с 18 на 19 ноября) 1941 года он был в дозоре. Первым заметил приближающихся к партизанскому отряду немцев. Выстрелом из ракетницы предупредил свой отряд об опасности, а сам принял бой с наступавшими гитлеровцами. Вилор дрался до последнего патрона. Когда стрелять было уже нечем, он подорвал себя и солдат противника гранатой. По злой иронии судьбы именно в эти места в детстве Вилор выезжал на отдых с детским садом.
По немецким документам стала известна судьба друзей Вилора — остатков молодёжной части Севастопольского партизанского отряда. 6 февраля 1942 года, измотанные почти ежедневными боями и голодом, они были окружёны противником в урочище Алсу. Бой продолжался три дня. Большая часть молодёжной группы (около 20 человек) была убита или покончила с собой в окружении. Документы противника говорят про два боя с партизанами отряда: по донесению 54 армейского корпуса, «…в операции в районе д. Кучки (1 ГСБр) расстреляно 30 партизан, 23 партизана ушли в направлении на Ай-Тодор», в результате операции в районе Алсу «…убито 12 партизан, 13 захвачено в плен. Захвачено 2 шпиона в тылу».
8 февраля 1942 года раненным в ноги попал в плен командир Севастопольского отряда К. Т. Пидворко. 15 февраля после пыток он был повешен в Бахчисарае в сквере недалеко от Ханского дворца.
Вилор был перезахоронен с почестями 20 декабря 1965 года в день своего 40-летия на кладбище в посёлке Дергачи в 6 км от Севастополя, правый сектор, 5 ряд, захоронение 8. Проект памятника выполнил В. М. Солдатов.

## Награды
- Посмертно награждён медалями «За оборону Севастополя» (1945 г.), «За боевые заслуги» (1965 г.)
- О подвиге Вилора Чекмака советские писатели Михаил Лезинский и Борис Эскин написали книгу «Живи, Вилор!»[1].

## Память
- Имя Вилор означает аббревиатуру: Владимир Ильич Ленин — организатор революции (В. И. Ленин — Октябрьская Революция).
- Во времена Советского Союза многие пионерские отряды, особенно в Крыму, носили имя Вилора Чекмака[1][неавторитетный источник].

Надпись на могиле Вилора:
```
Пусть тебя с нами нет, пусть пройдёт много лет.
Мы тебя не забудем, Вилор.
Пионеры 5б класса школы № 3. 1974 г.
```

```
Песня о Вилоре:
Мы клянемся беречь милый берег, ну а если к нам сунется враг —
Мы за Родину встанем как Волков Валерий, как Вилор Чекмак!
По ветру ленточки полощутся, на море штормы будут нас встречать
МЫ СЕВАСТОПОЛЬЦЫ, нам путь героев продолжать!!!!
```